# Porte de Cracovie
La porte de Cracovie est située à Lublin, en Pologne, et forme l'entrée ouest de la vieille ville historique de Lublin. 

## Histoire
La première phase de construction de la porte de Cracovie a été achevée au XIVe siècle. La partie inférieure de la porte, faite de calcaire et de briques, date de cette période. Cette partie du bâtiment possédait des meurtrières et des mâchicoulis. Au cours du XVIe siècle, la porte a été rénovée après plusieurs incendies qui l'avaient endommagée. La porte a été ouverte dans le deuxième ou troisième quart du XVIe siècle. En 1611, le fossé devant la porte a été nivelé et un poste nommé « Korce » a été établi. Avec l'aide de Dominik Merlini, la porte fut à nouveau réparée en 1778. En raison des rénovations en cours et des ressources financières limitées de la ville, la porte devait être démolie en 1830. Cependant, le projet a reçu peu de soutien et n'a pas été mis en œuvre. Entre 1844 et 1945, il y avait une galerie avec une grille en fer autour de la porte. Les pompiers surveillaient la ville depuis cet endroit. La rénovation achevée en 1925 n'a pas été reconnue par la Société pour la protection des monuments. En 1954, pour le 10e anniversaire de la République populaire de Pologne, la porte a été à nouveau réparée. A cette époque, le plâtre a été renouvelé, la grille en fer de la galerie a été enlevée et les deux balcons ont été restaurés. La porte a été à nouveau rénovée de 1962 à 1965, dans le cadre de sa transformation en musée. Lors de cette rénovation, la porte a été restaurée sous sa forme gothique primitive. Depuis 1965, le musée de l'histoire de la ville de Lublin est situé dans la porte de Cracovie.

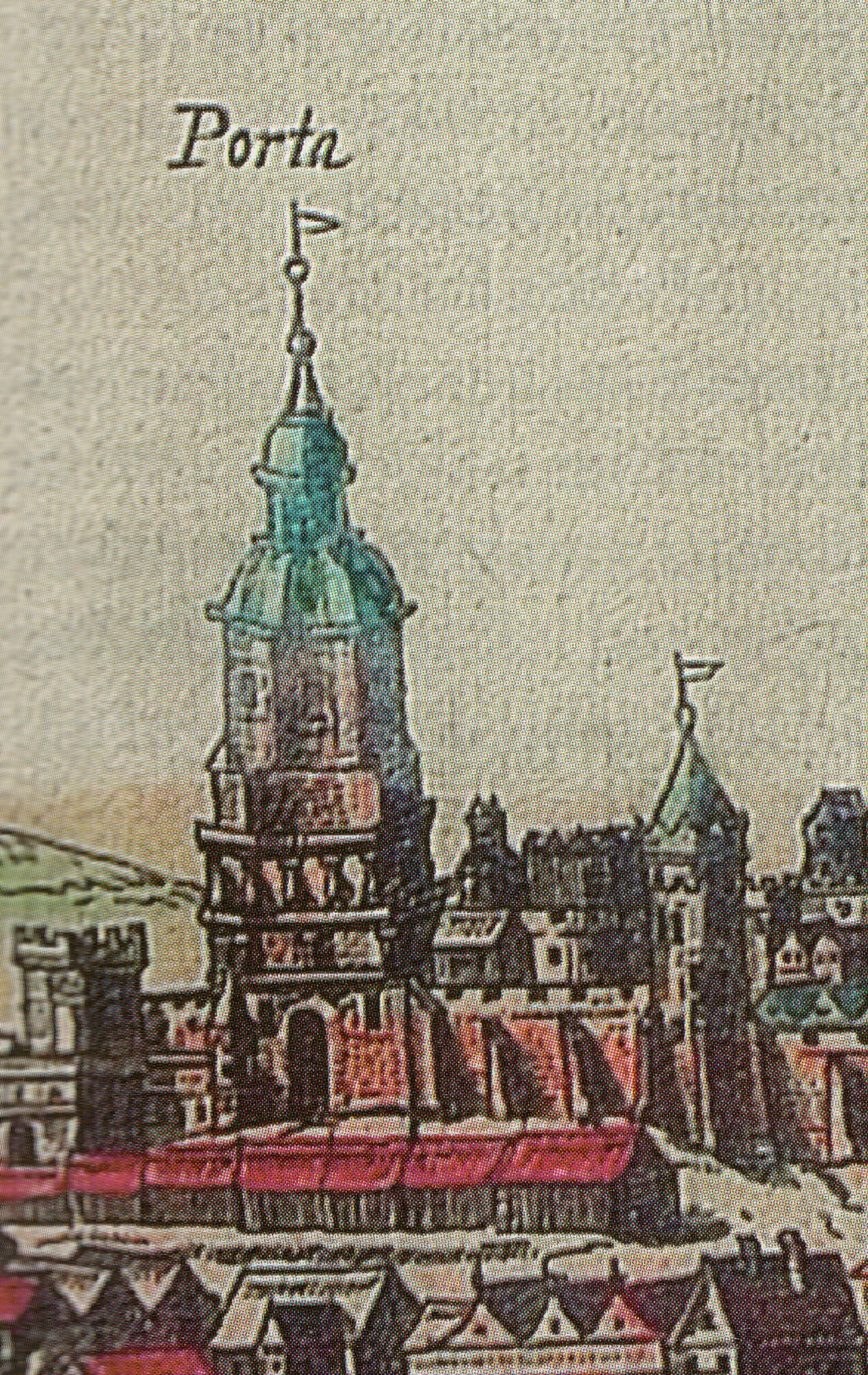
La plus ancienne représentation de la porte de Cracovie de 1618.
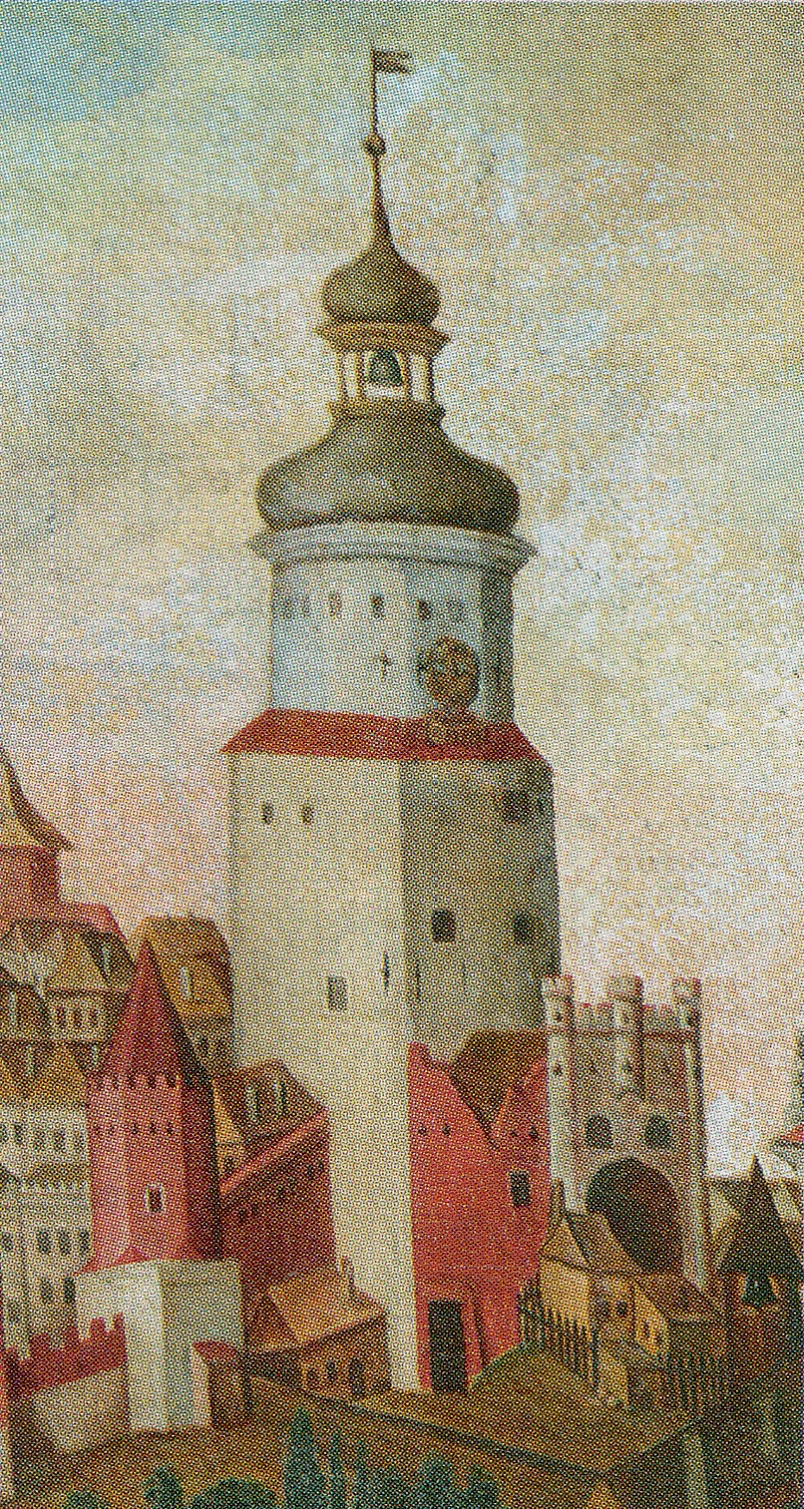
La porte de Cracovie en 1740.
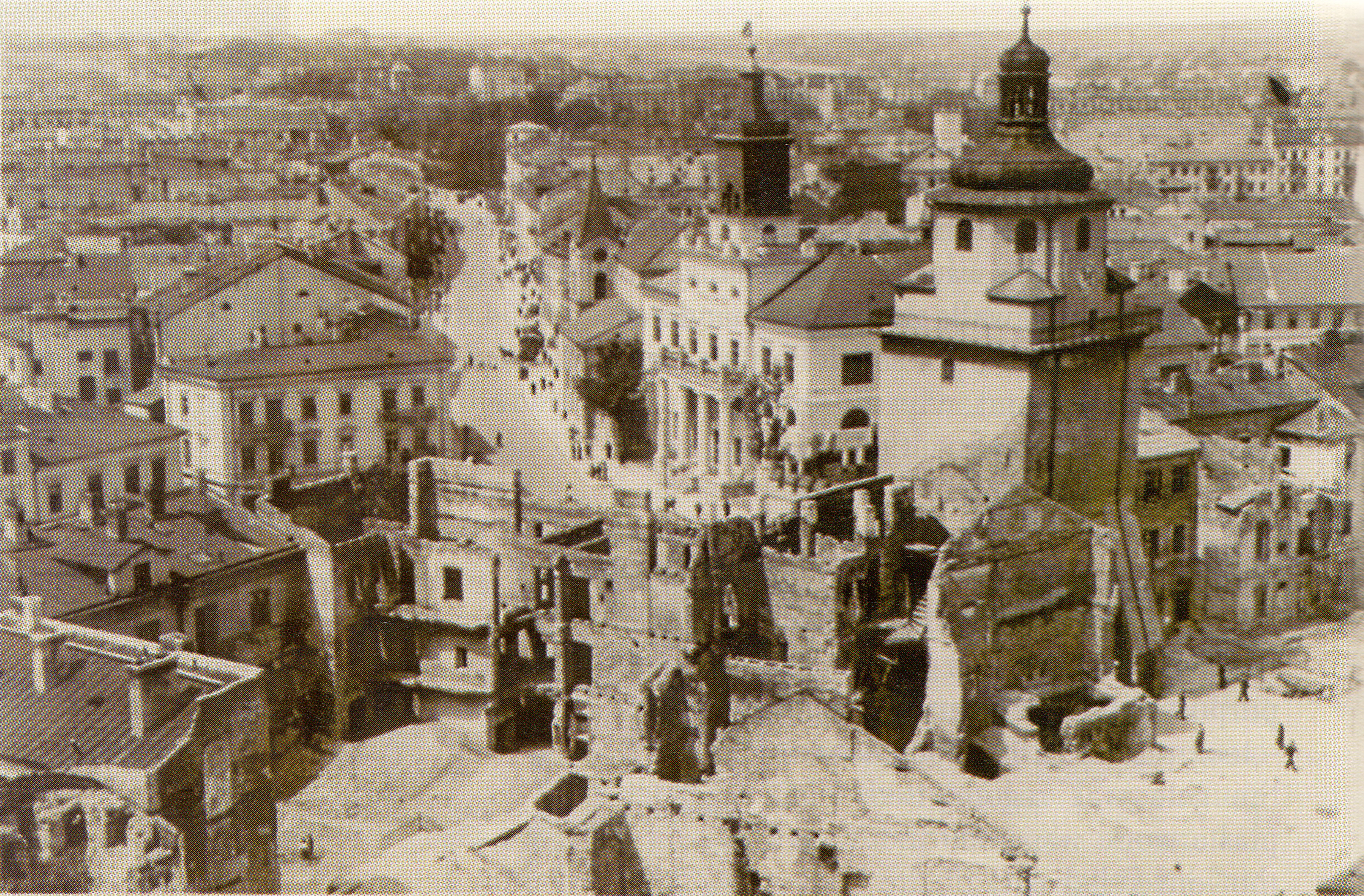
Lublin avec la porte de Cracovie après les dommages de guerre en 1944.